# 栗生顕友
栗生 顕友（くりゅう あきとも）は、南北朝時代の南朝方の武将。新田義貞の側近で、後代に新田四天王の一人に数えられた。

## 経歴・人物
栗生氏は清和源氏の一族河内源氏・足利氏庶流の源姓畠山氏の流れを汲む。
上野出身。義貞の側近として仕えた。建武の新政後の建武3年（1336年）、恒良親王や尊良親王を奉じ北国へ向かった義貞に従う。『太平記』によると、越前金ヶ崎城を包囲する北朝方の軍勢を、顕友の進言した策を以て欺き、義貞の金ヶ崎城入城に成功したとされる。